# 戈多伊-莫雷拉
戈多伊-莫雷拉是巴西巴拉那州的一个市镇。总面积131.005平方公里，总人口3639人，人口密度27.8人/平方公里。